# Підприємство зв'язку
Підприємство зв'язку — підприємство, що здійснює свою господарську діяльність для забезпечення функціонування засобів, споруд і мереж зв'язку з метою надання послуг зв'язку.
Опера́тор те́лекомуніка́цій (Те́лекомунікаці́йна компа́нія (підприємство)) — суб'єкт господарювання, який має право на здійснення діяльності у галузі телекомунікацій із правом на технічне обслуговування та експлуатацію телекомунікаційних мереж.
Оператор мобільного зв'язку — суб'єкт господарювання, який має право на здійснення діяльності у сфері мобільного зв'язку із правом на технічне обслуговування та експлуатацію мереж мобільного зв'язку.